# Tapinoma pygmaeum
Tapinoma pygmaeum é uma espécie de formiga do gênero Tapinoma.